# Martín Comachi
Martín Nicolás Comachi (Santa Fe Capital, Provincia de Santa Fe, Argentina, 22 de octubre de 1991) es un futbolista argentino. Juega como delantero y su equipo actual es Flandria de la Primera Nacional de Argentina. Es hijo de Marcelo Comachi y hermano de Lucas Comachi, también jugadores de fútbol.

## Estadísticas
| Club                      | Temporada           | Liga  | Liga  | Copas nacionales y regionales | Copas nacionales y regionales | Torneos internacionales | Torneos internacionales | Total | Total |
| Club                      | Temporada           | Part. | Goles | Part.                         | Goles                         | Part.                   | Goles                   | Part. | Goles |
| ------------------------- | ------------------- | ----- | ----- | ----------------------------- | ----------------------------- | ----------------------- | ----------------------- | ----- | ----- |
| Colón Argentina           | 2013-14             | 12    | 0     | —                             | —                             | —                       | —                       | 12    | 0     |
| Colón Argentina           | Total               | 12    | 0     | 0                             | 0                             | 0                       | 0                       | 12    | 0     |
| San Jorge (T) Argentina   | 2014                | 5     | 0     | —                             | —                             | —                       | —                       | 5     | 0     |
| San Jorge (T) Argentina   | Total               | 5     | 0     | 0                             | 0                             | 0                       | 0                       | 5     | 0     |
| Dep. Quito · Ecuador      | 2016                | 3     | 1     | —                             | —                             | —                       | —                       | 3     | 1     |
| Dep. Quito · Ecuador      | Total               | 3     | 1     | 0                             | 0                             | 0                       | 0                       | 3     | 1     |
| Sp. Las Parejas Argentina | 2016-17             | 22    | 5     | 4                             | 2                             | —                       | —                       | 26    | 7     |
| Sp. Las Parejas Argentina | Total               | 22    | 5     | 4                             | 2                             | 0                       | 0                       | 26    | 7     |
| Unión (S) Argentina       | 2017-18             | 20    | 3     | 4                             | 0                             | —                       | —                       | 24    | 3     |
| Unión (S) Argentina       | Total               | 20    | 3     | 4                             | 0                             | 0                       | 0                       | 24    | 3     |
| V. Dálmine Argentina      | 2018-19             | 19    | 2     | 3                             | 0                             | —                       | —                       | 22    | 2     |
| V. Dálmine Argentina      | Total               | 19    | 2     | 3                             | 0                             | 0                       | 0                       | 22    | 2     |
| Agropecuario Argentina    | 2019-20             | 17    | 9     | —                             | —                             | —                       | —                       | 17    | 9     |
| Agropecuario Argentina    | Total               | 17    | 9     | 0                             | 0                             | 0                       | 0                       | 17    | 9     |
| Danubio · Uruguay         | 2020                | 13    | 2     | —                             | —                             | —                       | —                       | 13    | 2     |
| Danubio · Uruguay         | Total               | 13    | 2     | 0                             | 0                             | 0                       | 0                       | 13    | 2     |
| Total en su carrera       | Total en su carrera | 111   | 22    | 11                            | 2                             | 0                       | 0                       | 122   | 24    |
| 1.                        |                     |       |       |                               |                               |                         |                         |       |       |